# Ровенский областной академический украинский музыкально-драматический театр
Ровенский областной академический украинский музыкально-драматический театр (укр. Рівненський обласний академічний музично-драматичний театр) — драматический театр в городе Ровно, главная театральная сцена Ровненской области.
Театр располагается в специально выстроенном здании в самом центре Ровно, по адресу Театральная площадь, 1. Главная сцена театра имеет зрительный зал на 639 зрителей, в том числе в партере 170 мест, в амфитеатре 204 места, бельэтаж 80 мест. Также работает малая сцена имеющая зал на 100 мест. Во внутреннем дворике театра оборудована сцена под открытым небом, в импровизированном зрительном зале могут разместиться 256 зрителей.
Директор и художественный руководитель театра — лауреат национальной премии Украины имени Тараса Шевченко Владимир Юлианович Петров.

## История театра
Театр был основан в декабре 1939 года на базе Мелитопольского украинского музыкально-драматического театра. Первым спектаклем стала постановка пьесы Константина Тренёва «Любовь Яровая», затем, в первый сезон, были поставлены «Гроза» А. Н. Островского и «На Украине милой» И. Чабаненко. Во время Великой Отечественной войны не работал. С началом войны в июне 1941 года театр прекратил свою работу. Большинство актёров были вынуждены оставить город, некоторых гитлеровцы расстреляли. Часть труппы под руководством режиссёра Анатолия Демо-Довгопильського (который был до войны балетмейстером) работала в созданном немецкими властями драматическом театре. После ареста и расстрела А. Демо-Довгопильського оккупационный театр пришёл в упадок. Последний спектакль военных лет, «Назар Стодоля» Т. Шевченко, состоялась 31 января 1944 года. После освобождения города, в июне 1944 года, театр возобновил свою работу, хотя здание театра не уцелело. Для усиления творческого коллектива привлекли актёров драматического театра из Мелитополя, который вернулся из эвакуации (в годы войны он находился в Уфе). Первый сезон, ставший послевоенным, открылся 1 мая 1945 года.
20 лет после окончания войны театр не имел своего здания, выступая на сцене дома культуры строителей. Активно велась гастрольная деятельность.
В 1965 году театр разместился во вновь возведённом здании и получил название Ровенский украинский музыкально-драматический театр имени Н.Островского. Коллектив театра пополнился молодыми энергичными выпускниками театральных вузов, которые составили основу труппы. Среди них — Анатолий Гаврюшенко, Нина Николаева, Владимир Снежный (ныне народные артисты Украины), Лина Изарова (заслуженная артистка Украины) и другие.
Главным режиссёром театра в сезон 1965—1966 года был Владимир Григорьевич Грипич. Среди его постановок пьесы Михаила Старицкого, братьев Тур, Алексея Арбузова.
В разные годы спектакли в театре ставили Игорь Рыбчинский, Анатолий Горчинский, Виталий Толок, Ярослав Бабий, Владимир Опанасенко, Ярослав Маланчук, Олег Мосийчук, Александр Иванович Дзекун и другие. Именно благодаря таким ярким личностям коллектив театра завоевал признание и успех.
В 1978 году в здании театра произошёл пожар, поэтому театр вновь вернулся на площадку в ДК строителей и гастролировал по СССР: Красноярска, Новосибирска, Мурманска и Петрозаводска, Бреста, Ставрополь. В 1983 году здание театра было восстановлено и труппа вернулась в родное здание.
С 1989 по 1997 год художником-постановщиком театра была Эмма Ивановна Зайцева.

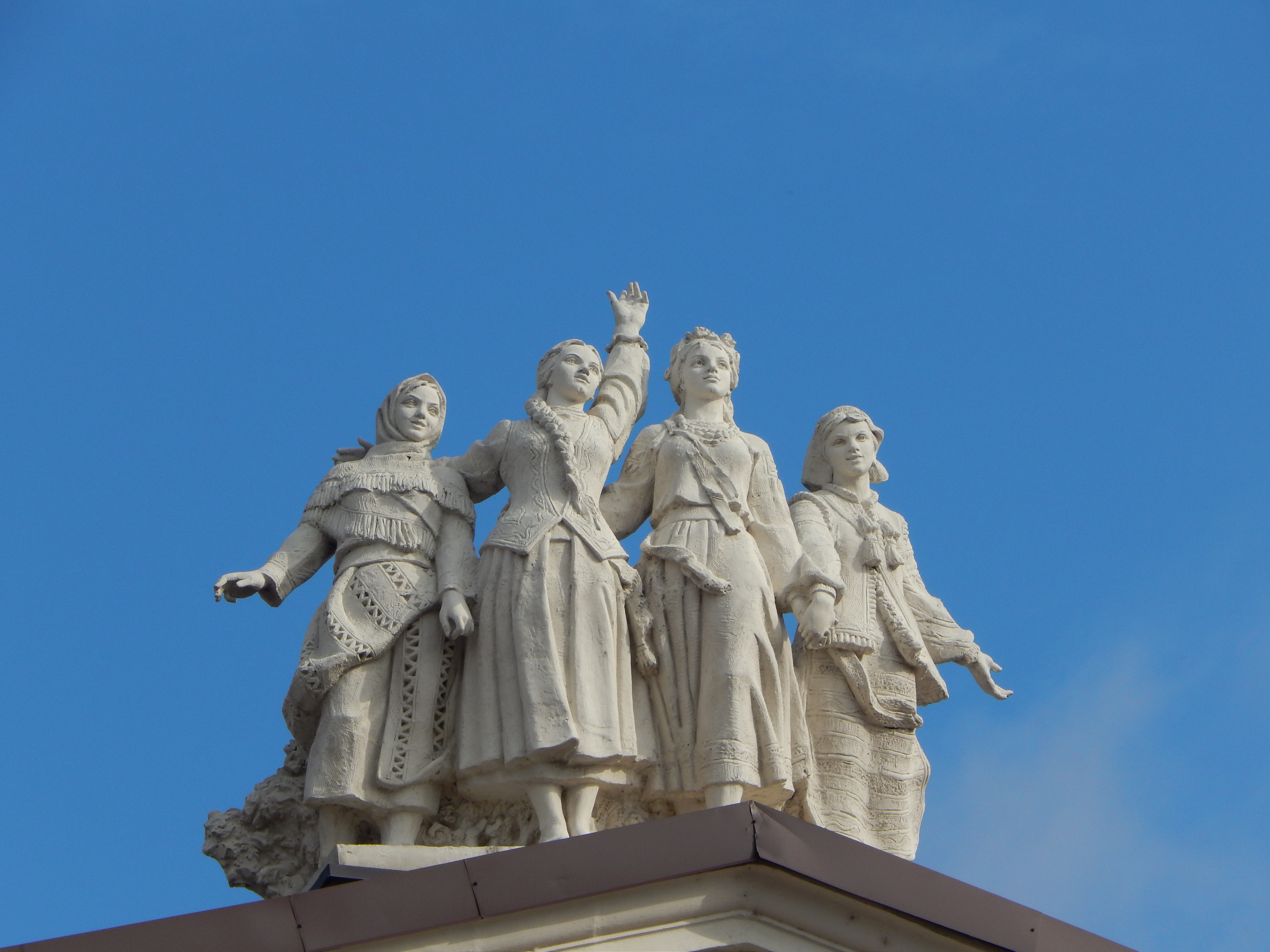
Фронтон

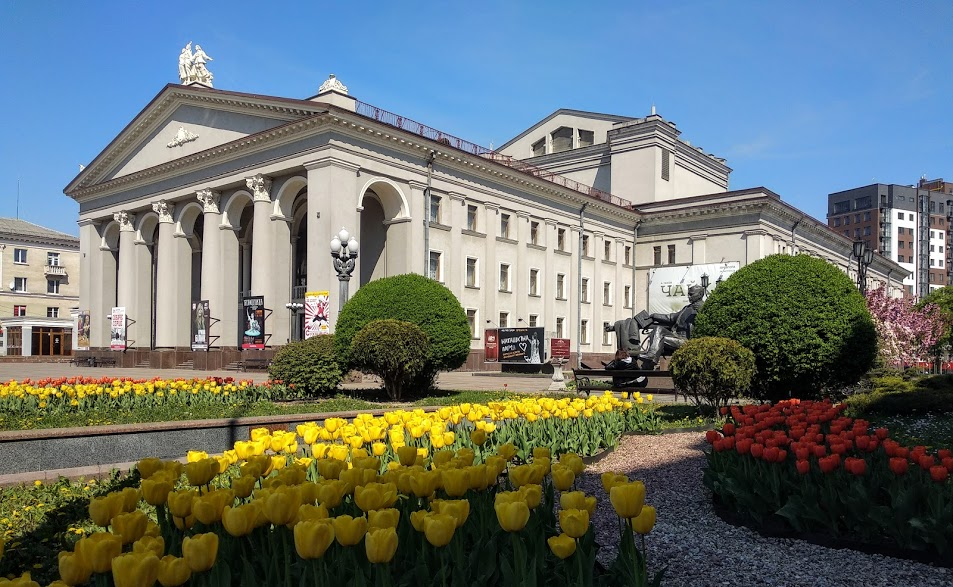
Общий вид

В период утверждения театра молодого украинского государства на сцене театра ожилит герои драмы-феерии Леси Украинки «Лесная песня». Впервые осуществлена постановку романа Уласа Самчука «Мария» — народная трагедия «Слёзы Божьей Матери». Пользовались успехом спектакли «Тиль» и «Тевье» Г. Горина, «Канотье» Н. Коляды и другие.
В 1997 году театр возглавил Владимир Петров.
В 2003 году состоялась постановка спектакля «Лето в Ноане» Я. Ивашкевича силами польского режиссёра театра и кино Богдана Порембы и сценографа Ежи Скжепинського из Варшавы. В этом же году режиссёр Мирослав Гринишин из Киева поставил историческую драму О.Огоновский «Гальшка Острожская».
В 2005 году театр получил звание академического.
В 2009 году в связи с проведением реконструкции Театральной площади (там строился подземный торговый центр) театр на некоторое время прекращал свою деятельность из-за угрозы повреждения здания театра.

## Труппа театра
- Народный артист Украины Георгий Морозюк
- Народная артистка Украинской ССР (1974) Нонна Гурская
- Народная артистка Украинской ССР (1972) Любовь Калачевская.